# British Grand Prix 2022 (Leichtathletik)
Der British Grand Prix 2022, offiziell Müller Grand Prix Birmingham, war ein Leichtathletik-Meeting, welches am 21. Mai 2022 im Alexander Stadium im englischen Birmingham stattfand und Teil der Diamond League war. Es war dies die 25. Austragung dieser Veranstaltung und stellte 2022 den zweiten Halt der Diamond League dar.

## Ergebnisse

### Männer

#### 100 m
| Platz          | Athlet                   | Land | Zeit (s) |
| -------------- | ------------------------ | ---- | -------- |
| 1              | Aaron Brown              | CAN  | 10,13    |
| 2              | Yohan Blake              | JAM  | 10,18    |
| 3              | Jerome Blake             | CAN  | 10,20    |
| 4              | Andre De Grasse          | CAN  | 10,24    |
| 5              | Nethaneel Mitchell-Blake | GBR  | 10,31    |
| 6              | Adam Gemili              | GBR  | 10,38 SB |
| 7              | Reece Prescod            | GBR  | 10,65    |
|                | Trayvon Bromell          | USA  | DSQ      |
| Zharnel Hughes | GBR                      | DSQ  |          |

Wind: −0,2 m/s

#### 400 m
| Platz | Athlet               | Land | Zeit (s) |
| ----- | -------------------- | ---- | -------- |
| 1     | Matthew Hudson-Smith | GBR  | 45,32    |
| 2     | Bryce Deadmon        | USA  | 45,51    |
| 3     | Kahmari Montgomery   | USA  | 45,52    |
| 4     | Vernon Norwood       | USA  | 45,53    |
| 5     | Isaac Makwala        | BOT  | 45,98    |
| 6     | Liemarvin Bonevacia  | NED  | 46,37    |
| 7     | Alex Haydock-Wilson  | GBR  | 46,49    |
| 8     | Wilbert London       | USA  | 46,89    |
| 9     | Jochem Dobber        | NED  | 47,61    |

#### 800 m
| Platz | Athlet                    | Land | Zeit (min) |
| ----- | ------------------------- | ---- | ---------- |
| 1     | Marco Arop                | CAN  | 1:45,41 SB |
| 2     | Benjamin Robert           | FRA  | 1:46,22    |
| 3     | Bryce Hoppel              | USA  | 1:46,33 SB |
| 4     | Jake Wightman             | GBR  | 1:46,39 SB |
| 5     | Patryk Dobek              | POL  | 1:46,63    |
| 6     | Wycliffe Kinyamal         | KEN  | 1:46,64    |
| 7     | Clayton Murphy            | USA  | 1:47,23    |
| 8     | Daniel Rowden             | GBR  | 1:47,29 SB |
| 9     | Peter Bol                 | AUS  | 1:47,59    |
| 10    | Mariano García            | ESP  | 1:48,77 SB |
|       | Erik Sowinski (Pacemaker) | USA  | DNF        |

#### 1500 m
| Platz                      | Athlet                    | Land | Zeit (min) |
| -------------------------- | ------------------------- | ---- | ---------- |
| 1                          | Abel Kipsang              | KEN  | 3:35,15    |
| 2                          | Mohamed Katir             | ESP  | 3:35,62    |
| 3                          | Oliver Hoare              | AUS  | 3:35,76 SB |
| 4                          | Michał Rozmys             | POL  | 3:35,86    |
| 5                          | Josh Kerr                 | GBR  | 3:35,92    |
| 6                          | Adel Mechaal              | ESP  | 3:35,93    |
| 7                          | Charles Grethen           | LUX  | 3:37,00    |
| 8                          | Matthew Stonier           | GBR  | 3:37,25 PB |
| 9                          | George Beamish            | NZL  | 3:37,45    |
| 10                         | Ignacio Fontes            | ESP  | 3:37,66 SB |
| 11                         | Matthew Ramsden           | AUS  | 3:39,65    |
| 12                         | Baptiste Mischler         | FRA  | 3:39,94    |
| 13                         | George Mills              | GBR  | 3:42,33    |
| 14                         | Stewart McSweyn           | AUS  | 3:44,14 SB |
| 15                         | Charles Cheboi Simotwo    | KEN  | 3:44,82    |
|                            | Erik Sowinski (Pacemaker) | USA  | DNF        |
| Piers Copeland (Pacemaker) | GBR                       | DNF  |            |

#### 110 m Hürden
| Platz | Athlet           | Land | Zeit (s) |
| ----- | ---------------- | ---- | -------- |
| 1     | Hansle Parchment | JAM  | 13,09 WL |
| 2     | Omar McLeod      | JAM  | 13,17 SB |
| 3     | Asier Martínez   | ESP  | 13,32    |
| 4     | Damian Czykier   | POL  | 13,32 SB |
| 5     | Andrew Pozzi     | POL  | 13,39    |
| 6     | Aurel Manga      | FRA  | 13,61    |
| 7     | David King       | GBR  | 13,64 SB |
| 8     | Wellington Zaza  | LBR  | 13,81    |
| 9     | Cameron Fillery  | GBR  | 13,90    |

#### Hochsprung
| Platz | Athlet            | Land | Höhe (m) |
| ----- | ----------------- | ---- | -------- |
| 1     | Django Lovett     | CAN  | 2,28 SB  |
| 2     | Gianmarco Tamberi | ITA  | 2,25 SB  |
| 3     | Norbert Kobielski | POL  | 2,25     |
| 4     | Shelby McEwen     | USA  | 2,22 SB  |
| 5     | Loïc Gasch        | SUI  | 2,18     |
| 6     | Hamish Kerr       | NZL  | 2,18     |
| 6     | Joel Clarke-Khan  | GBR  | 2,18     |

#### Diskuswurf
| Platz | Athlet              | Land | Weite (m)          |
| ----- | ------------------- | ---- | ------------------ |
| 1     | Kristjan Čeh        | SVN  | 71,24 WL DLR MR NR |
| 2     | Andrius Gudžius     | LTU  | 66,40              |
| 3     | Daniel Ståhl        | SWE  | 65,97              |
| 4     | Lukas Weißhaidinger | AUT  | 65,14              |
| 5     | Matthew Denny       | AUS  | 64,15              |
| 6     | Nicholas Percy      | GBR  | 63,03              |
| 7     | Robert Urbanek      | POL  | 61,01              |
| 8     | Simon Pettersson    | SWE  | 56,82              |

### Frauen

#### 100 m
| Platz | Athletin              | Land | Zeit (s) |
| ----- | --------------------- | ---- | -------- |
| 1     | Dina Asher-Smith      | GBR  | 11,11    |
| 2     | Shericka Jackson      | JAM  | 11,12    |
| 3     | Daryll Neita          | GBR  | 11,14    |
| 4     | Mikiah Brisco         | USA  | 11,25    |
| 5     | Gabrielle Thomas      | USA  | 11,31    |
| 6     | Destiny Smith-Barnett | USA  | 11,35    |
| 7     | Cambrea Sturgis       | USA  | 11,35    |
| 8     | Anthonique Strachan   | BAH  | 11,41    |
| 9     | Ajla Del Ponte        | SUI  | 11,72    |

Wind: −0,1 m/s

#### 800 m
| Platz | Athletin                       | Land | Zeit (min) |
| ----- | ------------------------------ | ---- | ---------- |
| 1     | Keely Hodgkinson               | GBR  | 1:58,63    |
| 2     | Rénelle Lamote                 | FRA  | 1:59,53    |
| 3     | Natoya Goule                   | JAM  | 2:00,13    |
| 4     | Sage Hurta                     | USA  | 2:00,48    |
| 5     | Alexandra Bell                 | GBR  | 2:00,67    |
| 6     | Christina Hering               | GER  | 2:00,82    |
| 7     | Lindsey Butterworth            | CAN  | 2:01,20    |
| 8     | Louise Shanahan                | IRL  | 2:01,35    |
| 9     | Gaia Sabbatini                 | ITA  | 2:01,38    |
| 10    | Katharina Trost                | GER  | 2:01,80    |
|       | Agata Kołakowska (Pacemakerin) | POL  | DNF        |

#### 1500 m
| Platz | Athletin                    | Land | Zeit (min) |
| ----- | --------------------------- | ---- | ---------- |
| 1     | Laura Muir                  | GBR  | 4:02,81    |
| 2     | Jessica Hull                | AUS  | 4:03,42    |
| 3     | Winny Chebet                | KEN  | 4:05,56 SB |
| 4     | Ciara Mageean               | IRL  | 4:05,70    |
| 5     | Jemma Reekie                | GBR  | 4:07,01    |
| 6     | Marta Pérez                 | ESP  | 4:07,93    |
| 7     | Cory McGee                  | USA  | 4:08,26    |
| 8     | Katie Snowden               | GBR  | 4:08,33    |
| 9     | Elise Vanderelst            | BEL  | 4:09,30 SB |
| 10    | Kristiina Mäki              | CZE  | 4:13,83    |
| 11    | Sarah Healy                 | IRL  | 4:15,97    |
|       | Ellie Sanford (Pacemakerin) | AUS  | DNF        |

#### 5000 m
| Platz                        | Athletin                  | Land | Zeit (min)     |
| ---------------------------- | ------------------------- | ---- | -------------- |
| 1                            | Dawit Seyaum              | ETH  | 14:47,55 WL MR |
| 2                            | Hawi Feysa                | ETH  | 14:48,94       |
| 3                            | Fantu Worku               | ETH  | 14:49,64       |
| 4                            | Karoline Bjerkeli Grøvdal | NOR  | 14:51,38       |
| 5                            | Hanna Klein               | GER  | 14:51,71 PB    |
| 6                            | Jessica Judd              | GBR  | 14:57,19 PB    |
| 7                            | Sarah Lahti               | SWE  | 15:04,87 PB    |
| 8                            | Carla Gallardo            | ESP  | 15:10,62 PB    |
| 9                            | Sara Benfares             | GER  | 15:25,74       |
| 10                           | Rose Davies               | AUS  | 15:28,47       |
| 11                           | Marta García              | ESP  | 15:28,55 PB    |
| 12                           | Isobel Batt-Doyle         | AUS  | 15:29,05       |
| 13                           | Viktória Wagner-Gyürkés   | HUN  | 15:32,17 PB    |
| 14                           | Cristina Ruiz             | ESP  | 15:34,49 PB    |
| 15                           | Verity Ockenden           | GBR  | 15:45,04       |
|                              | Nadia Battocletti         | ITA  | DNF            |
| Calli Thackery               | GBR                       | DNF  |                |
| Sarah Billings (Pacemakerin) | AUS                       | DNF  |                |

#### 400 m Hürden
| Platz | Athletin            | Land | Zeit (s) |
| ----- | ------------------- | ---- | -------- |
| 1     | Dalilah Muhammad    | USA  | 54,54    |
| 2     | Wiktorija Tkatschuk | UKR  | 55,25    |
| 3     | Hanna Ryschykowa    | UKR  | 55,37 SB |
| 4     | Lina Nielsen        | GBR  | 55,40    |
| 5     | Gianna Woodruff     | PAN  | 55,43    |
| 6     | Jessie Knight       | GBR  | 55,50    |
| 7     | Janieve Russell     | JAM  | 56,21    |
| 8     | Jessica Turner      | GBR  | 57,43    |

#### Stabhochsprung
| Platz           | Athletin               | Land | Höhe (m) |
| --------------- | ---------------------- | ---- | -------- |
| 1               | Sandi Morris           | USA  | 4,73 WL  |
| 2               | Katerina Stefanidi     | GRC  | 4,65 =SB |
| 2               | Tina Šutej             | GBR  | 4,65     |
| 4               | Sophie Cook            | GBR  | 4,45 PB  |
| 5               | Emily Grove            | USA  | 4,45     |
| 6               | Nikoleta Kyriakopoulou | GRC  | 4,45 SB  |
| 7               | Katie Nageotte         | USA  | 4,30     |
|                 | Holly Bradshaw         | GBR  | NMH      |
| Michaela Meijer | SWE                    | NMH  |          |

#### Weitsprung
| Platz | Athletin                  | Land | Weite (m)  |
| ----- | ------------------------- | ---- | ---------- |
| 1     | Malaika Mihambo           | GER  | 7,09 WL MR |
| 2     | Maryna Bech-Romantschuk   | UKR  | 6,66       |
| 3     | Lorraine Ugen             | GBR  | 6,65 SB    |
| 4     | Jazmin Sawyers            | GBR  | 6,60       |
| 5     | Ivana Vuleta              | SRB  | 6,54       |
| 6     | Kendell Williams          | USA  | 6,47 w     |
| 7     | Khaddi Sagnia             | SWE  | 6,46       |
| 8     | Katarina Johnson-Thompson | GBR  | 6,41 w     |

#### Diskuswurf
| Platz | Athletin             | Land | Weite (m) |
| ----- | -------------------- | ---- | --------- |
| 1     | Valarie Allman       | USA  | 67,85     |
| 2     | Sandra Perković      | CRO  | 67,26     |
| 3     | Laulauga Tausaga     | USA  | 60,80     |
| 4     | Mélina Robert-Michon | FRA  | 59,96     |
| 5     | Marija Tolj          | CRO  | 59,55     |
| 6     | Liliana Cá           | POR  | 58,34     |
| 7     | Jade Lally           | GBR  | 57,90     |
| 8     | Kirsty Law           | GBR  | 55,35     |